# Daily Mail
Daily Mail là một tờ báo tập trung vào thị trường trung lưu hàng ngày của Anh  được xuất bản ở Luân Đôn dưới dạng báo lá cải. Được thành lập vào năm 1896, đây là tờ nhật báo lưu hành cao thứ ba của Vương quốc Anh, sau Metro và The Sun. Tờ báo chị em của nó The Mail on Sunday được xuất bản vào năm 1982, trong khi các phiên bản báo hàng ngày tại Scotland và Ireland được phát hành lần lượt vào năm 1947 và 2006. Nội dung của bài báo được phát hành điện tử trên trang web MailOnline, mặc dù trang web được quản lý riêng và có trình chỉnh sửa riêng.
Tờ báo thuộc sở hữu của Daily Mail và General Trust. Jonathan Harmsworth, Viscount Rother 4.0.3, cháu chắt của một trong những người đồng sáng lập ban đầu, là chủ tịch hiện tại và cổ đông kiểm soát của Daily Mail và General Trust, trong khi các quyết định biên tập hàng ngày cho tờ báo thường được đưa ra bởi một nhóm với trưởng nhóm biên tập viên là Geordie Greig, người thay thế Paul Dacre vào tháng 9 năm 2018.
Một cuộc khảo sát vào năm 2014 cho thấy độ tuổi trung bình của độc giả là 58 và nó có lượng người đọc thấp nhất trong độ tuổi từ 15 đến 44 tuổi trong số các tờ nhật báo lớn của Anh. Độc đáo cho một tờ báo hàng ngày của Anh, nó có đa số độc giả là nữ, với phụ nữ chiếm 52-55% số độc giả. Nó đã có số lượng phát hành trung bình hàng ngày là 1.222.611 bản vào tháng 11 năm 2018. Từ tháng 7 đến tháng 12 năm 2013, nó có lượng độc giả trung bình hàng ngày khoảng 3.951 triệu, trong đó khoảng 2.503 triệu người trong nhóm nhân khẩu học ABC1 và 1.448 triệu trong nhân khẩu học C2DE. Trang web của nó có hơn 100 triệu khách truy cập mỗi tháng.
Daily Mail đã bị chỉ trích rộng rãi vì không đáng tin cậy, cũng như in các câu chuyện giật gân và không chính xác về nghiên cứu khoa học và y học, và vi phạm bản quyền.
Daily Mail đã giành được một số giải thưởng, bao gồm nhận giải thưởng National Newspaper of the Year từ Giải thưởng báo chí Anh bảy lần kể từ năm 1995.